# Lijst van county's in Nevada
De Amerikaanse staat Nevada is onderverdeeld in 16 county's. De hoofdstad Carson City is een onafhankelijke stad.

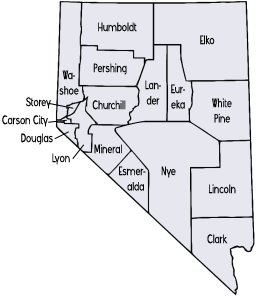
County's van Nevada

| County     | Inwoners 1 juli 2007 | Hoofdplaats     | Inwoners 1 juli 2007 |
| ---------- | -------------------- | --------------- | -------------------- |
| Churchill  | 24.891               | Fallon          | 8473                 |
| Clark      | 1.836.333            | Las Vegas       | 558.880              |
| Douglas    | 45.406               | Minden          | 3108                 |
| Elko       | 47.010               | Elko            | 17.180               |
| Esmeralda  | 695                  | Goldfield       | 314                  |
| Eureka     | 1559                 | Eureka          | 1056                 |
| Humboldt   | 17.523               | Winnemucca      | 7995                 |
| Lander     | 5104                 | Battle Mountain | 2573                 |
| Lincoln    | 4759                 | Pioche          | 2126                 |
| Lyon       | 52.479               | Yerington       | 3871                 |
| Mineral    | 4774                 | Hawthorne       | 3156                 |
| Nye        | 44.116               | Tonopah         | 3499                 |
| Pershing   | 6376                 | Lovelock        | 1889                 |
| Storey     | 4193                 | Virginia City   | 2517                 |
| Washoe     | 406.079              | Reno            | 214.853              |
| White Pine | 9146                 | Ely             | 4008                 |

## Onafhankelijke stad
- Carson City opgericht als onafhankelijke stad in 1969 vanuit Ormsby County. De stad had 54.939 inwoners in juli 2007.

## Opgeheven county's
- Bullfrog County, opgericht in 1987 vanuit Nye County, opgeheven in 1989.
- Lake County, een van de oorspronkelijke 9 counties, opgericht in 1861. Hernoemd in 1862 tot Roop County. In 1883/1884 gesplitst tussen Nevada en Californië. Het deel dat bij Nevada werd ingedeeld is in 1883 naar Washoe County gegaan, het Californische deel werd ingedeeld bij Lassen County in 1864.
- Ormsby County, een van de oorspronkelijke county's in 1861, werd in 1969 opgeheven en bij Carson City gevoegd.

Alabama · Alaska · Arizona · Arkansas · Californië · Colorado · Connecticut · Delaware · Florida · Georgia · Hawaï · Idaho · Illinois · Indiana · Iowa · Kansas · Kentucky · Louisiana · Maine · Maryland · Massachusetts · Michigan · Minnesota · Mississippi · Missouri · Montana · Nebraska · Nevada · New Hampshire · New Jersey · New Mexico · New York · North Carolina · North Dakota · Ohio · Oklahoma · Oregon · Pennsylvania · Rhode Island · South Carolina · South Dakota · Tennessee · Texas · Utah · Vermont · Virginia · Washington · West Virginia · Wisconsin · Wyoming